# Variabile predicativa
Nella logica matematica, una variabile predicativa denota l'ordine dei termini di una relazione che non è stata definita specificatamente e alla quale quindi non è stato associato alcun significato particolare. I simboli comuni per denotare le variabili predicative includono le lettere maiuscole dell'alfabeto latino come P, Q e R, o lettere minuscole come la x. Nella logica del primo ordine, possono essere più propriamente chiamate variabili metalinguistiche. Nella logiche di ordine superiore, le variabili predicative corrispondono a variabili proposizionali che possono rappresentare formule ben formate della stessa logica e tali variabili possono essere quantificate per mezzo di (almeno) quantificatori del secondo ordine.

## Notazione
Le variabili predicative dovrebbero essere distinte dale costanti predicative o mediante uno specifico insieme di lettere o dai simboli che mettono in relazione tali costanti ed hanno realmente un significato specifico nel dominio del discorso: es. {\displaystyle =,\ \in ,\ \leq ,\ <,\ \subset ,...}.
Se le lettere vengono utilizzate sia per le costanti che per le variabili predicative, occorre introdurre un altro modo per distinguerle. Una possibilità è usare le lettere W, X, Y, Z per rappresentare le variabili predicative e le lettere A, B, C,..., U, V per rappresentare le costanti predicative. Se queste lettere non sono sufficienti, è possibile aggiungere pedici numerali dopo la lettera in questione (come in X_1, X_2, X_3).
Un'altra opzione consiste nell'utilizzare lettere minuscole greche per rappresentare le metavariabili predicative (nella logica del primo ordine). Quindi, tali lettere greche potrebbero essere utilizzate per rappresentare intere formule ben formate (wff) del calcolo predicativo, incorporandovi le variabili libere della wff. Questo è il primo passo verso la creazione di una logica di ordine superiore.

## Utilizzo
Le metavariabili predicative servono a codificare schemi di assiomi e schemi di teoremi (derivati dagli schemi di assiomi).
Risulta difficile distinguere se le lettere indichino costanti oppure variabili predicative: non sono costanti nello stesso senso in cui sono costanti predicative {\displaystyle =,\ \in ,\ \leq ,\ <,\ \subset ,} oppure {\displaystyle 1,\ 2,\ 3,\ {\sqrt {2}},\ \pi ,\ e\ } sono costanti numeriche.
Se le variabili predicative possono essere associate solo a lettere di arietà nulla (vale a dire che non hanno argomenti), dove tali lettere rappresentano proposizioni, allora le variabili sono proposizionali; qualsiasi logica predicativa che consenta l'uso di quantificatori del secondo ordine per collegare tali variabili proposizionali rappresenta un calcolo predicativo del secondo ordine, detto anche logica del secondo ordine.
Se invece le variabili predicative possono anche essere associate a lettere che sono unarie o che hanno un'arietà maggiore di 1, quando:
1. le lettere rappresentano funzioni proposizionali, tali che il dominio degli argomenti sia mappato su un intervallo di proposizioni diverse,
2. le variabili possono essere vincolate da quantificatori a degli insiemi di proposizioni,

allora il risultato è un calcolo predicativo di ordine superiore, detto anche logica di ordine superiore.